# Čatež ob Savi
Čatež ob Savi – wieś w Słowenii, w gminie Brežice. W 2018 roku liczyła 328 mieszkańców.